# Георг III фон Зайн-Витгенщайн-Берлебург
Георг III фон Зайн-Витгенщайн-Берлебург (на немски: Georg III von Sayn-Wittgenstein-Berleburg; * 25 януари 1605; † 10 декември 1680) е граф на Зайн-Витгенщайн-Берлебург.
Той е малкият син на граф Георг II фон Зайн-Витгенщайн-Берлебург (1565 – 1631) и първата му съпруга графиня Елизабет фон Насау-Вайлбург (1572 – 1607), дъщеря на граф Албрехт фон Насау-Вайлбург и Анна фон Насау-Диленбург.
Брат е на Лудвиг Казимир (1598 – 1643), граф на Зайн-Витгенщайн-Берлебург, и Ернст (1599 – 1649), граф на Зайн-Витгенщайн-Хомбург, и полубрат е на Бернхард (1622 – 1675), граф на Зайн-Витгенщайн-Ноймаген.
Доведен баща е на племенника си граф Георг Вилхелм фон Зайн-Витгенщайн-Берлебург (1636 – 1684). Георг III умира на 10 декември 1680 г. на 75 години.

## Фамилия
Георг III се жени на 27 август 1647 г. за графиня Елизабет Юлиана фон Насау-Саарбрюкен-Вайлбург (* 27 март 1598; † 18 април 1682), вдовицата на брат му Лудвиг Казимир, дъщеря на граф Вилхелм фон Насау-Вайлбург (1570 – 1597) и Ерика фон Изенбург (1569 – 1628). Те нямат деца.